# Filipionka
Filipionka (779 m n.p.m.), Filiopnki – niewielkie, porośnięte lasem wzniesienie w Beskidzie Śląskim, wyrastające z południowych stoków grzbietu wododziału Wisły i Olzy na zachód od zwornikowej Karolówki, poniżej istebniańskiego przysiółka Pietraszonka. Znajduje się w grzbiecie łączącym Pasmo Baraniej Góry i Skrzycznego z Pasmem Stożka i Czantorii.
Nazwa związana z maleńkim osiedlem Istebnej (jedno tylko gospodarstwo) na polanie Filipionka – na południowo-zachodnich stokach przedmiotowego wzniesienia, nad doliną Olzy.
Od strony północnej, pod samym szczytem wzniesienia, znajduje się duża wychodnia skalna. Wychodnia ma formę długiego na ok. 80 m ciągu ambon skalnych, niekiedy rozwiniętych piętrowo w dwóch poziomach, o wysokości do ok. 10 m. Stanowi ona czoło wychodzących tu na powierzchnię, zapadających w kierunku południowym grubych ławic piaskowców i zlepieńców górnych warstw istebniańskich. W zlepieńcach, występujących w dolnych partiach ławic, dostrzec można liczne, duże okruchy skał metamorficznych (różne odmiany gnejsów i łupków mikowych), zaś w piaskowcach, znajdujących się wyżej, występują obok ziarn kwarcu liczne ziarna skaleni i białe, srebrzyście połyskujące blaszki muskowitu (odmiana miki). W ścianach wychodni, zwłaszcza przy ich podnóżu, wiele form niszczenia miękkiego fliszu karpackiego: szczelin, głębokich nisz, kominków itp.